# Wojewódzkie Przedsiębiorstwo Komunikacyjne w Opolu
Wojewódzkie Przedsiębiorstwo Komunikacji Miejskiej w Opolu – organizator transportu publicznego w Opolu. W maju 1992 roku zakład zlikwidowano, a na jego miejscu utworzono MZK – Miejski Zakład Komunikacyjny w Opolu i pod tą nazwą funkcjonuje do dziś.

## Historia
Historia WPK zaczyna się w 1975 roku, kiedy to na miejscu Miejskiego Zakładu Komunikacyjnego powołano do życia wojewódzkie przedsiębiorstwo będące przy okazji organizatorem transportu publicznego także w Nysie i Kędzierzynie-Koźlu.
Do starszych pojazdów Autosan H9 dokupiono jeszcze kilkadziesiąt sztuk tego modelu, tym razem w miejskiej wersji H9-35. Zastąpiły one wyeksploatowane pojazdy San H100.
Wtedy do istniejących linii 1, 2, 3 i 4 utworzono 5 i 6. Minimalistyczne zmiany doprowadziły do potężnego rozrostu sieci komunikacji. W 1981 roku utworzono linie: 7, 8, 9, 13, 14, 15, 16, 17 i 18. Skorygowano także kursy linii 2, która dojeżdżała teraz do nowo powstałej pętli przy ul. Dambonia. Kilka dni później na tej samej trasie zaczęły kursować także autobusy linii 17.
Rok 1982 był obfity w zmiany - utworzono linie 10, 11, 12, 19 i 21, a także rozpoczęto uruchamianie tzw. tras ekspresowych - 10 kwietnia zaczyna kursować linia A, łącząca najpierw ul. Piotrkowską z ul. Głogowską, lecz później jej trasę wydłużono do krańcówki przy ul. Wspólnej. Linię nr. 12 poprowadzono przez ulicę Katowicką, natomiast 2 dni po utworzeniu linia 19 skrócona została z ul. Struga do dworca PKS/PKP.
W 1982 roku także rozpoczęła się modeenizacja taboru. Zakupiono 17 egzemplarzy autobusów Jelcz PR110MM i Jelcz PR110. Zaczęto także montować nowe wiaty przystankowe. 
W 1983 roku utworzono aż 8 linii. Wtedy kładziono nacisk na połączenia ekspresowe. Od 16 czerwca 1983 kursują nowe linie: B (Dworzec - Głogowska), C (Wschodnia - ZWM), D (Dworzec - Działkowa), E (Witosa - Dworzec), F (Wschodnia - Budowlanych), G (Głogowska - Chabry), H (Grotowice - Dworzec). Kładziono wówczas duży nacisk na połączenia w ścisłym centrum miasta i z dworcem kolejowym. Szybko okazało się, że niektóre kursy są niepotrzebne. 8 sierpnia zlikwidowano linię G, a 14 sierpnia także E. Wydłużono trasę linii C aż do ul. Głowackiego i poprowadzono ją wraz z linią D przez ul. Katowicką. Utworzono linię 20 kursującą pomiędzy Zakładami Drobiarskimi, a ul. Dambonia, linię 4 wydłużono do Wójtowej Wsi, a także skorygowano kursy linii 10 i 16.
W tym roku do miasta przyjechały do miasta pierwsze autobusy przegubowe. Pod koniec roku miasto wzbogaciło się o 4 nowe, wysokopodłogowe autobusy marki Ikarus.
W 1984 skorygowano trasy niemal wszystkich linii. Poprawiono częstotliwość kursów linii 1, 2 i 6, na liniach B, 8 i 20 z uwagi na duża liczbe pasażerów często jeździły przegubowce. Linia F zatrzymuje się koło kościoła na Tysiąclecia, natomiast linie 13, 15, C i D jadą ulicą Boh. Monte Cassino, Katowicką, Ozimską i rozdzielają się dopiero na rondzie przy ul. Książąt Opolskich. W październiku do Opola przyjeżdżają jeszcze 2 Ikarusy. 
1985 rok to duże zmiany w taborze. Sprzedano pojazdy marki Autosan, natomiast do Opola przyjechało jeszcze 13 Ikarusów 280.26. 
W 1986 roku uruchomiono komunikację nocną. Autobusy na linii N objeżdżały praktycznie całe Opole osiem razy od godziny 22:00 do 5:00 rano. Od 13 maja linią nr 8 możemy dojechać do pobliskich Ochódz.
Pod koniec wakacji przyjechały ostatnie 2 nowe Ikarusy oraz 36 autobusów typu Jelcz M11. 
Kolejne większe zmiany zaszły dopiero w 1989 roku. Do miasta przyjechały 3 przerobione Ikarusy z Warszawy.. Były to przebudowane z kilku Ikarusów 260 Ikarusy 280 o oznaczeniu T4. 2 czerwca 1989 roku WPK przedłuża trasę linii nr 16. Teraz możemy dojechać nią do Wawelna.
Po 1991 roku WPK zaczyna się rozpadać, bowiem w całej Polsce rozpoczyna się Prywatyzacja tego typu przedsiębiorstw. Ostatecznie WPK w 1992 roku przeszło w ręce Urzędu Miasta, a następnie stało się odrębnym przedsiębiorstwem, a następnie, funkcjonując jako MZK Opole - Spółką z ograniczoną odpowiedzialnością.

## Prywatyzacja
W 1992 roku nastąpiła prywatyzacja WPK. Powrócono do nazwy MZK Opole, które niedługo później stało się Spółką z ograniczoną odpowiedzialnością. Wydarzenie to spowodowało, że MZK było organizatorem transportu publicznego już tylko w Opolu, więc Kędzierzyn-Koźle jak i Nysa z kilkoma pozostałymi po rozpadzie WPK pojazdami zmuszone były do rozpoczęcia prac nad własną komunikacją zbiorową. Dzięki temu wydarzeniu Opole zyskało szansę posiadania najlepszej (bo niezależnej i ogólnodostępnej) w kraju komunikacji miejskiej. O prywatyzacji zakładu można było usłyszeć w programie telewizyjnym Wiadomości z 1989 roku, jeszcze przed podjęciem ostatecznej decyzji o losie WPK. 

## Schematy połączeń autobusowych

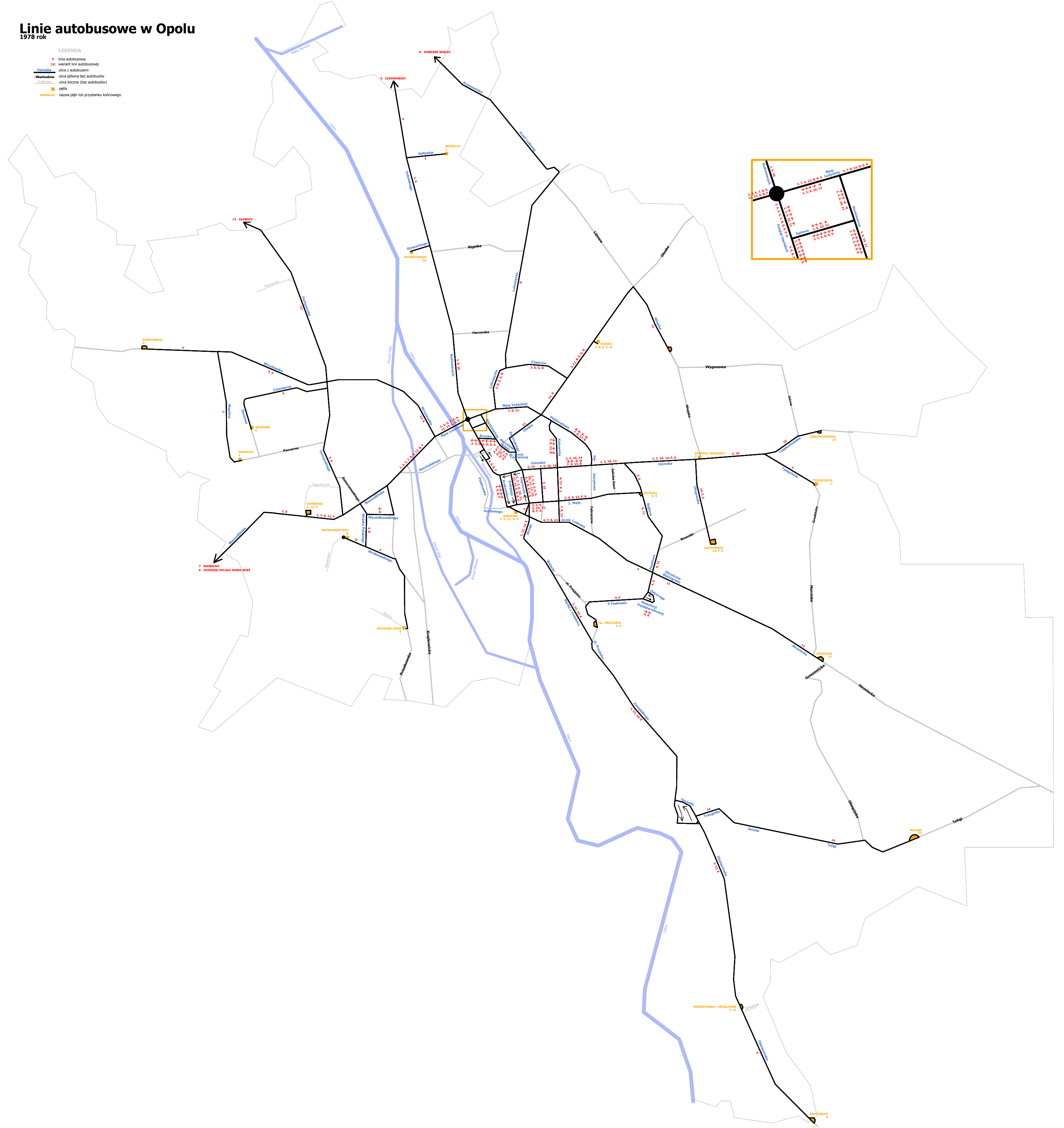
Linie autobusowe w 1978 r.
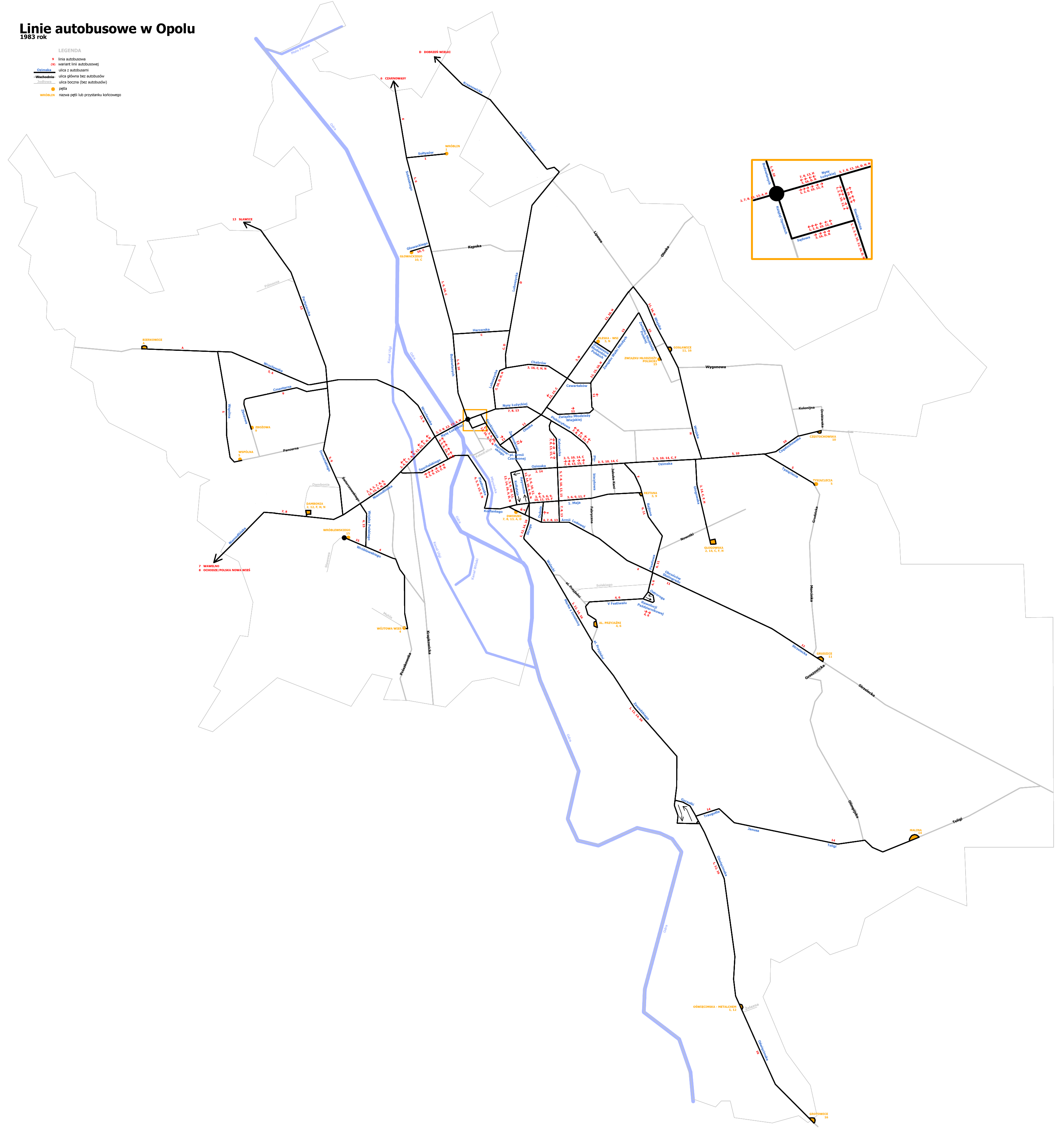
Linie autobusowe w 1983 r.